# Eri Hozumi
Eri Hozumi (Japonés: 穂積絵莉, nacida el 17 de febrero de 1994) es una jugadora de tenis japonesa. Su mejor clasificación en la WTA fue la número 144 del mundo, que llegó el 10 de noviembre de 2014. En dobles alcanzó número 29 del mundo, que llegó el 30 de enero de 2017. 
Hasta la fecha, ha ganado 4 títulos de dobles de la WTA y además suma también 4 títulos individuales y 16 títulos de dobles en el ITF tour. 

## Títulos de Grand Slam

### Dobles

#### Finalista (1)
| Año  | Torneo        | Pareja          | Oponentes en la final                 | Resultado |
| 2018 | Roland Garros | Makoto Ninomiya | Barbora Krejčíková Kateřina Siniaková | 3-6, 3-6  |

## Títulos WTA (6; 0+6)

### Dobles (6)
| Leyenda                                |
| -------------------------------------- |
| Grand Slam (0)                         |
| WTA Finals (0)                         |
| P. Mandatory & Premier 5, WTA 1000 (0) |
| Premier, WTA 500 (1)                   |
| International, WTA 250 (5)             |

| No. | Fecha                    | Torneo      | Superficie    | Pareja          | Oponentes en la final                 | Resultado           |
| 1.  | 10 de abril de 2016      | Katowice    | Dura (i)      | Miyu Kato       | Valentyna Ivakhnenko Marina Melnikova | 3-6, 7-5, [10-8]    |
| 2.  | 16 de septiembre de 2018 | Hiroshima   | Dura          | Shuai Zhang     | Miyu Kato Makoto Ninomiya             | 6-2, 6-4            |
| 3.  | 14 de enero de 2022      | Adelaida II | Dura          | Makoto Ninomiya | Tereza Martincová Markéta Vondroušová | 1-6, 7-6(4), [10-7] |
| 4.  | 20 de mayo de 2022       | Rabat       | Tierra batida | Makoto Ninomiya | Monica Niculescu Alexandra Panova     | 6-7(7), 6-3, [10-8] |
| 5.  | 25 de junio de 2022      | Bad Homburg | Hierba        | Makoto Ninomiya | Alicja Rosolska Erin Routliffe        | 6-4, 6-7(5), [10-5] |
| 6.  | 27 de octubre de 2024    | Tokio       | Dura          | Shuko Aoyama    | Ena Shibahara Laura Siegemund         | 6-4, 7-6(3)         |

#### Finalista (11)
| No. | Fecha                    | Torneo        | Superficie    | Pareja           | Oponentes en la final                   | Resultado        |
| 1.  | 14 de febrero de 2016    | Kaohsiung     | Dura          | Miyu Kato        | Hao-Ching Chan Yung-Jan Chan            | 4-6, 3-6         |
| 2.  | 7 de enero de 2018       | Auckland      | Dura          | Miyu Kato        | Sara Errani Bibiane Schoofs             | 5-7, 1-6         |
| 3.  | 10 de junio de 2018      | Roland Garros | Tierra batida | Makoto Ninomiya  | Barbora Krejčíková Kateřina Siniaková   | 3-6, 3-6         |
| 4.  | 12 de enero de 2019      | Sídney        | Dura          | Alicja Rosolska  | Aleksandra Krunić Kateřina Siniaková    | 1-6, 6-7(3)      |
| 5.  | 30 de octubre de 2021    | Courmayeur    | Dura (i)      | Shuai Zhang      | Wang Xinyu Saisai Zheng                 | 4-6, 6-3, [5-10] |
| 6.  | 2 de julio de 2023       | Bad Homburg   | Hierba        | Monica Niculescu | Ingrid Gamarra Martins Lidziya Marozava | 0-6, 6-7(3)      |
| 7.  | 23 de septiembre de 2023 | Guangzhou     | Dura          | Makoto Ninomiya  | Guo Hanyu Jiang Xinyu                   | 4-6, 6-7(4)      |
| 8.  | 1 de octubre de 2023     | Tokio         | Dura          | Makoto Ninomiya  | Ulrikke Eikeri Ingrid Neel              | 6-3, 5-7, [5-10] |
| 9.  | 22 de octubre de 2023    | Nanchang      | Dura          | Makoto Ninomiya  | Laura Siegemund Vera Zvonariova         | 4-6, 2-6         |
| 10. | 24 de agosto de 2024     | Cleveland     | Dura          | Shuko Aoyama     | Cristina Bucșa Xu Yifan                 | 6-3, 3-6, [6-10] |
| 11. | 3 de noviembre de 2024   | Hong Kong     | Dura          | Shuko Aoyama     | Ulrikke Eikeri Makoto Ninomiya          | 6-4, 4-6, [9-11] |

## Títulos WTA 125s

### Dobles
| N.º | Fecha                   | Torneos    | Superficie    | Pareja             | Oponentes                       | Resultado           |
| --- | ----------------------- | ---------- | ------------- | ------------------ | ------------------------------- | ------------------- |
| 1.  | 26 de noviembre de 2016 | Honolulu   | Dura          | Miyu Kato          | Nicole Gibbs Asia Muhammad      | 6-7(3), 6-3, [10-8] |
| 2.  | 21 de agosto de 2021    | Chicago    | Dura          | Peangtarn Plipuech | Mona Barthel Yu-chieh Hsieh     | 7-5, 6-2            |
| 3.  | 8 de mayo de 2022       | Saint-Malo | Tierra batida | Makoto Ninomiya    | Estelle Cascino Jessika Ponchet | 7-6(1), 6-1         |

#### Finalista (4)
| N.º | Fecha                   | Torneos    | Superficie    | Pareja         | Oponentes                       | Resultado        |
| --- | ----------------------- | ---------- | ------------- | -------------- | ------------------------------- | ---------------- |
| 1.  | 10 de agosto de 2013    | Suzhou     | Dura          | Han Xinyun     | Tímea Babos Michaëlla Krajicek  | 2-6, 2-6         |
| 2.  | 26 de noviembre de 2017 | Honolulu   | Dura          | Asia Muhammad  | Hsieh Shu-ying Hsieh Su-wei     | 1-6, 6-7(3)      |
| 3.  | 6 de mayo de 2023       | Saint-Malo | Tierra batida | Ulrike Eikkeri | Greet Minnen Bibiane Schoofs    | 6-7(7), 6-7(3)   |
| 4.  | 15 de julio de 2023     | Bastad     | Tierra batida | Jang Su-jeong  | Irina Khromacheva Panna Udvardy | 6-4, 3-6, [5-10] |

## TítulosITF

### Individual (4)
| Torneos de $100,000 |
| Torneos de $75,000  |
| Torneos de $50,000  |
| Torneos de $25,000  |
| Torneos de $15,000  |
| Torneos de $10,000  |

| N.º | Fecha                  | Torneo               | Superficie    | Oponentes      | Resultado        |
| --- | ---------------------- | -------------------- | ------------- | -------------- | ---------------- |
| 1.  | 26 de mayo de 2013     | Karuizawa, Japón     | Hierba        | Junri Namigata | 7-6(5), 6-3      |
| 2.  | 3 de noviembre de 2014 | Bendigo, Australia   | Dura          | Risa Ozaki     | 7–6(5), 5–7, 6–2 |
| 3.  | 20 de marzo de 2016    | Canberra, Australia  | Tierra batida | Destanee Aiava | 6–3, 3–6, 7–6(3) |
| 4.  | 8 de octubre de 2017   | Toowoomba, Australia | Dura          | Astra Sharma   | 7-5 6-2          |